# خاویر چوانتون
خاویر چوانتون (انگلیسی: Javier Chevantón؛ زادهٔ ۱۲ اوت ۱۹۸۰) یک بازیکن فوتبال اهل اروگوئه است.
از باشگاه‌هایی که در آن بازی کرده‌است می‌توان به موناکو، لچه، آتالانتا و باشگاه فوتبال سویا اشاره کرد.
وی همچنین در تیم ملی فوتبال اروگوئه بازی کرده است.